# Savannen-Hypothese
Als Savannen-Hypothese wird die Annahme bezeichnet, die Evolution der Hominini von affenähnlichen Baumbewohnern zu den aufrecht gehenden Vertretern der Gattung Homo sei vor rund 7 bis 8 Mio. Jahren dadurch in Gang gekommen, dass die damals noch in Wäldern lebenden, quadrupeden Vorfahren der modernen Menschen ihren Lebensraum in offene, baumlose Savannen verlegten und dort allmählich die Fortbewegung auf zwei Beinen entwickelten.
Die Savannen-Hypothese gilt heute als widerlegt. Stand der Forschung ist, dass die frühen Hominini im Sinne einer Präadaptation bereits hunderttausende Jahre vor der Besiedlung von Savannen aufrecht gehen konnten.
Eine andere Sichtweise findet sich in der Wasseraffen-Theorie wieder.

## Grundzüge
Nach dieser Savannen-Hypothese (auch „Freilandhypothese“ genannt), verließen die Vorfahren der heutigen Menschen während einer Zeit trockenen Klimas die zurückgehenden tropischen Regenwälder und gingen – hinsichtlich ihres Habitats den heutigen Steppenpavianen vergleichbar – zum Leben am Boden über. Auf diese Weise hätten sich letztlich die charakteristischen Merkmale des Menschen ergeben:
- Aufrechter Gang, um mehr Übersicht im Grasland zu haben, analog zum Strauß. Zudem habe dies die Hände zum Tragen freigemacht.
- Starke Vergrößerung des Gehirns als spätere Anpassung an eine jagende Lebensweise.
- Verlust der Behaarung, um durch Schwitzen Wärme besser abführen zu können.

## Geschichte
Bereits Charles Darwin leitete aus dem Vergleich der afrikanischen Menschenaffen mit dem Menschen – lange vor der Entdeckung der afrikanischen Australopithecus-Fossilien – eine Entstehung des Menschen in Afrika ab. Die frühen Vorfahren des Menschen seien durch Änderung der Lebensweise oder der Umwelt weniger baumbewohnend („less arboreal“) geworden. Dies habe zur zweibeinigen Fortbewegung geführt, was den Gebrauch der Hände zum Transport von Gegenständen und zum Verwenden von Werkzeugen erleichtert habe.
1925 beschrieb Raymond Dart das „Kind von Taung“, das bis dahin älteste Exemplar eines Vorfahren des Menschen. Da der Fundort dieses zu Australopithecus africanus gehörenden Fossils nach damaliger Lehrmeinung seit Millionen von Jahren unbewaldet war, entstand aus dieser Einschätzung die Savannen-Hypothese. Während der Wald als Lebensraum, so Dart, einen einfachen Nahrungserwerb ermöglichte, habe der offene Lebensraum Intelligenz und Geschicklichkeit erfordert.
Während der folgenden Jahrzehnte verbreitete sich die Savannen-Hypothese insbesondere in der populärwissenschaftlichen Literatur. Eine kritische wissenschaftliche Aufarbeitung unterblieb, gleichwohl bestand auch in der Anthropologie weitgehend Konsens über dieses Modell.

## Einwände
Die Savannen-Hypothese beruhte vor allem darauf, dass die Funde von frühen Arten der Hominini überwiegend in Savannengebieten gemacht wurden und dass die Existenz von Savannen auch als Landschaftsform zur Lebenszeit der Fossilien unterstellt wurde. Dies hat sich jedoch als Fehleinschätzung herausgestellt. Zudem wurden keine analogen Anpassungen bei anderen Affenarten nachgewiesen, die einen ähnlichen Lebensraum bewohnen: Alle Affenarten der Savannen und anderer offener Geländeformen bewegen sich auf vier Beinen (quadruped) fort. Dies gilt auch für Arten, die sich teilweise räuberisch ernähren. Säuger der Savanne sind zudem im Regelfall dicht behaart; Ausnahmen sind lediglich Nashörner und Elefanten, die jedoch ein erheblich höheres Körpervolumen im Vergleich zur Körperoberfläche besitzen. Die Savannen-Hypothese gilt daher heute als überholt.
Ab den 1970er-Jahren untersuchte die damals noch in Südafrika lebende, später an der Yale University lehrende Elisabeth Vrba erstmals – insbesondere anhand der fossilen Fauna – das Paläoklima Südafrikas genauer. Sie fand heraus, dass sich das Klima in Südafrika vor 2,5 bis 2 Millionen Jahren drastisch änderte. Weltweit kühlte das Klima ab, Afrika wurde trockener. Änderungen seien auch für Tansania, Kenia und Äthiopien zu verzeichnen. Erste Abkühlungs- und Austrocknungserscheinungen seien bereits vor 5 Millionen Jahren an der Miozän-Pliozän-Grenze zu bemerken. Vrba sieht in dem Klimawandel vor 2,5 Millionen Jahren einen möglichen Selektionsdruck, der zur adaptiven Radiation (Vrba 1993: explosive radiation) führte. Damit war erstmals in der langen Geschichte der Savannen-Hypothese eine Falsifizierbarkeit möglich.
Bereits ein Jahr später, 1994, wiesen jedoch John D. Kingston, Andrew Hill und Bruno D. Marino (Yale und Harvard) anhand von Kohlenstoff-Isotopen-Untersuchungen nach, dass es im Bereich der Tugen Hills, Kenia, innerhalb der letzten 15,5 Millionen Jahren keine auffälligen Verschiebungen zwischen C3-Pflanzen und C4-Pflanzen gab. Da für Wälder C3-Pflanzen typisch sind, während Grasländer durch einen höheren Anteil von C4-Pflanzen charakterisiert sind, konnte es keinen dramatischen Wechsel des Habitats von Wald zu Savanne gegeben haben. Dementsprechend folgerten Kingston, Hill und Marino: Als die Hominini sich in Ostafrika im späten Miozän entwickelten, entsprachen die ökologischen Bedingungen nicht der Savannen-Hypothese.
Jüngere Funde von frühen Australopithecus-Fossilien ließen weitere Zweifel an der Savannen-Hypothese aufkommen, da Begleitfunde anderer Wirbeltier-Arten durchweg auf einen Lebensraum hinwiesen, der vorwiegend aus lichten Wäldern und Galeriewäldern bestand. So befanden sich die Funde von Australopithecus afarensis von Hadar in einem dicht bewaldeten Kontext im Umfeld von Gewässern. Australopithecus bahrelghazali, der an der Fundstelle KT 12 im Tschad entdeckt wurde, lebte in einem Auwald-artigen Biotop. Der mit 4,4 Millionen Jahre älteste der aussagekräftigen Funde, Ardipithecus ramidus, wurde gemeinsam mit typischen waldbewohnenden Schlank- und Stummelaffen sowie Pollen eines Mischwald-Biotops gefunden, und selbst für Sahelanthropus von der Fundstelle TM 266 wurde ein bewaldetes Biotop zwischen einer Sandwüste und einem großen See rekonstruiert.
Eine Rekonstruktion der klimatischen Gegebenheiten in Afrika ergibt laut Friedemann Schrenk nach heutigem Wissensstand folgenden Verlauf der Stammesgeschichte:
- Bereits vor 30 Mio. Jahren lebten die ersten Menschenaffen in den afrikanischen Regenwäldern; einige Populationen breiteten sich vor 15 Mio. Jahren nach Asien und Europa aus.
- Geologische Prozesse im Zusammenhang mit der Entstehung des Afrikanischen Grabens führten, beginnend vor ca. 10 Mio. Jahren, zu Klimaänderungen, in deren Folge die ausgedehnten Regenwälder durch baumbestandene Savannen und Buschland verdrängt wurden.
- Vor ca. 8 Mio. Jahren, „als die klimatischen Bedingungen im ausgehenden Miozän durch zunehmende Trockenheit sich weiter verschlechterten, fanden sich einige Menschenaffen-Populationen an der östlichen Peripherie des Regenwaldes entlang der nahrungsreichen Uferzonen im Regenschatten des sich entwickelnden Afrikanischen Grabens wieder.“  Am Rande des tropischen Regenwalds habe sich daraufhin die Entwicklungslinie der Hominini von jener der anderen Menschenaffen getrennt.
- Die zu den Hominini führenden Individuen haben Friedemann Schrenk zufolge „mit der Fortbewegung am Boden experimentiert“; der aufrechte Gang habe sich – „mit einer zum Hangeln geeigneten Körperkonstruktion“  – entwickelt, weil „der Weg von Baum zu Baum offensichtlich am Boden zurückgelegt“ wurde. Zwar sei ein solches Verhalten auch bei anderen (heute noch lebenden) Menschenaffen zu beobachten: „Ardipithecus ramidus war offensichtlich hierbei jedoch am erfolgreichsten.“
- Die von Ardipithecus ramidus bekannte Körperkonstruktion, dessen Begleitfunde auf eine abwechslungsreiche Landschaft aus Wäldern, Gebüschen, Feuchtgebieten und Savannen-ähnlichen Bereichen schließen ließ, könnte also der Ausgangspunkt für die Entwicklung der zweibeinig-kletternden Fortbewegungsweise der Australopithecinen gewesen sein. Erst zwei Millionen Jahre später, als tatsächlich die Savannengebiete besiedelt wurden, erwies sich der bereits in lichten Wäldern entwickelte aufrechte Gang als vorteilhaft für das Überblicken weiter Gebiete und für das Tragen von Lasten.

## „Grazile“ und „robuste“Australopithecus-Arten
Die Verzweigung der bereits aufrecht gehenden Vertreter der Australopithecus-Gruppe hin zu „grazilen“ und „robusten“ Australopithecus-Arten wird heute als Folge des Klimawandels vor 2,5 bis 2 Mio. Jahren im südlichen Afrika gedeutet und mit den damals dort tatsächlich entstandenen offenen Savannenlandschaften in Verbindung gebracht.